# 파수대
파수대(把守臺, 영어: The Watchtower)는 여호와의 증인이 정기적으로 발행하는 성경 관련 출판물(잡지)이다.

## 발행 역사와 배부 수량
143여 년의 역사를 가지고 있는 성경 관련 출판물로서, 여호와의 증인 비영리 법인체인 미국 워치타워 성서책자 협회가 1879년부터 발행하기 시작했다. 16면, 또는 32면으로 이루어진 잡지 형식으로 배부용 연 3회, 여호와의 증인 연구용 월 1회, 매호 419개 언어로 전 세계에 36,300,000부가 생산되고 있다. '이 출판물은 세계적 성경 교육 활동을 위해 발행되며, 비용은 자발적인 기부로 충당'되고 있는 것이 특징이다.
대한민국에서는 1952년 9월 1일에 창간되어 발행되기 시작했다. 자매지로는 깨어라 지가 있으며 214개 언어로 매호 68,097,000부가 생산되고 있다.

## 발행 목적
발행 목적을 이렇게 설명하고 있다. "「파수대」 지는 우주의 통치자이신 여호와 하느님께 영예를 돌립니다. 또한 하느님의 하늘 왕국이 머지않아 모든 악을 없애고 이 땅을 낙원으로 변모시킬 것이라는 좋은 소식으로 사람들을 위로합니다. 그에 더해, 이 잡지는 예수 그리스도에 대한 믿음을 갖도록 권합니다. 그분은 우리가 영원한 생명을 얻을 수 있도록 자신의 생명을 바치셨고 현재 하느님의 왕국의 왕으로 통치하고 계십니다. 이 잡지는 1879년 이래 중단 없이 발행되어 왔으며 정치적인 성격을 띠고 있지 않습니다. 잡지의 내용은 전적으로 성경에 근거를 두고 있습니다." (출처: 파수대 2022년 제1호 2면 발행 목적)

## 같이 보기
- 깨어라!
- 여호와의 증인